# La Vecilla
La Vecilla település Spanyolországban, León tartományban. Lakosainak száma 378 fő (2024).

## Földrajza
La Vecilla Valdepiélago, Vegaquemada, Santa Colomba de Curueño és Matallana de Torío községekkel határos.

## Népesség
A település lakosságának változását az alábbi diagram mutatja:
| Lakosok száma | 422  | 421  | 450  | 437  | 428  | 396  | 409  | 386  | 411  | 378  |
|               | 2001 | 2004 | 2007 | 2009 | 2012 | 2014 | 2017 | 2019 | 2022 | 2024 |